# 另類神父代理人
是2019年波蘭導演揚·科馬薩的劇情長片。在威尼斯影展上首映，获得第92届奥斯卡金像奖最佳国际影片提名。

## 角色
- Bartosz Bielenia 飾演 Daniel
- Aleksandra Konieczna 飾演 Lidia the sexton
- Eliza Rycembel 飾演 Marta
- Leszek Lichota 飾演 市長
- Łukasz Simlat 飾演 托馬斯神父
- Tomasz Zietek 飾演 Pinczer
- Barbara Kurzaj 飾演 寡婦

## 外部連結
- 豆瓣电影上《另類神父代理人》的資料 （简体中文）
- 開眼電影網上《另類神父代理人》的資料（繁體中文）
- 互联网电影数据库（IMDb）上《另類神父代理人》的资料（英文）